# Anna Blattner

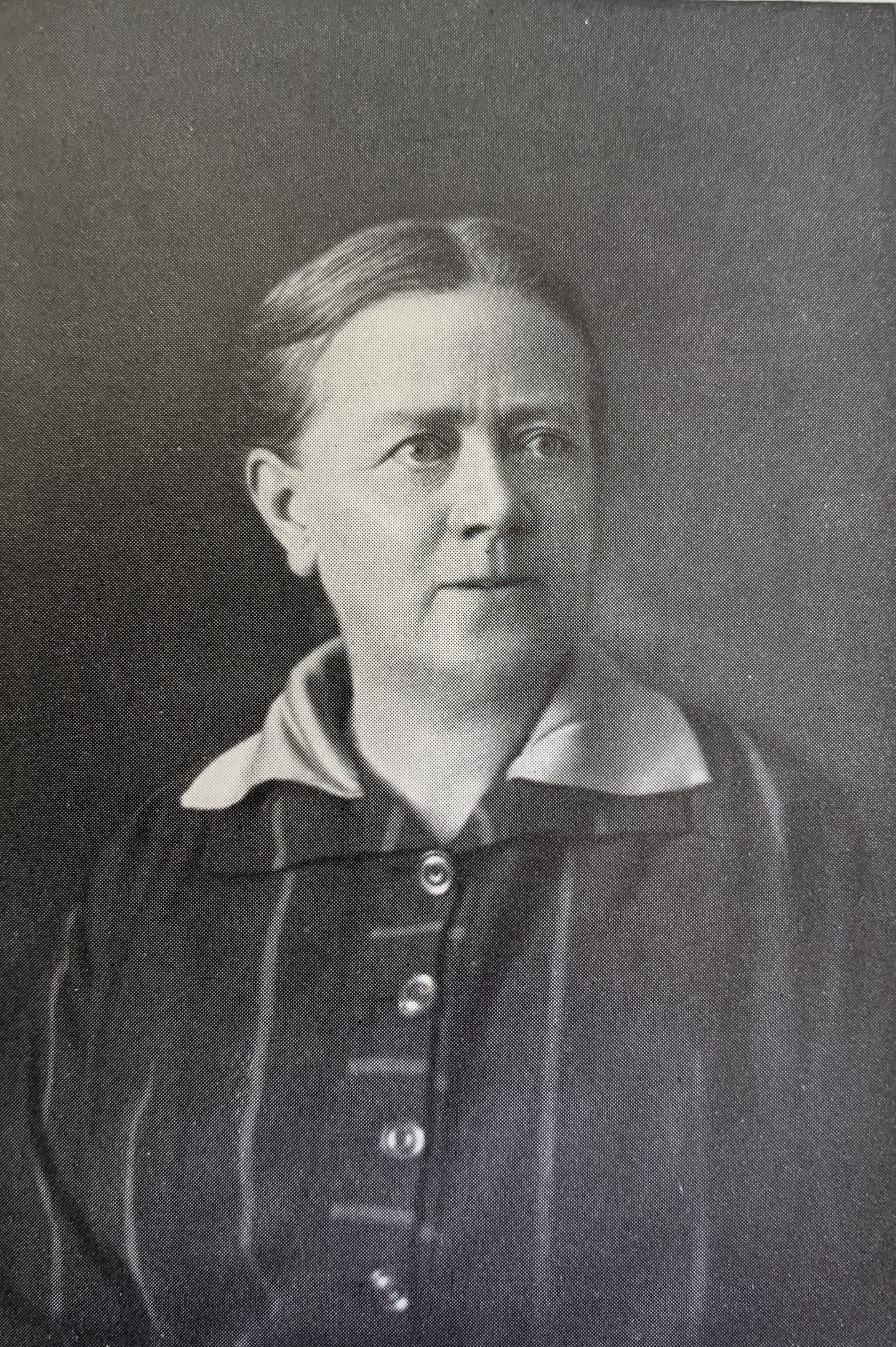
Anna Blattner

Anna Blattner (* 23. Mai 1866 in Aarau; † 22. August 1935 in Aarau) war eine Schweizer Pädagogin und Schulleiterin. Sie war in der Zeit von 1927 bis 1930 die erste und bis in die 2010er Jahre einzige Frau, die dem Lehrerinnenseminar Aarau, aus der die Neue Kantonsschule Aarau hervorging, als Schulleiterin vorstand. Daneben engagierte sie sich in der Frauenrechtsbewegung.

## Leben und Wirken
Die Eltern von Anna Blattner waren die gleichnamige Anna Blattner, geborene Jäger, und der Fürsprecher Karl Georg Otto Blattner. Sie hatte vier Geschwister, darunter Emil Blattner (1874–1950), den späteren Direktor des Eidgenössischen Versicherungsamts.
Sie galt als aufgeweckt und übersprang in der Schule zwei Klassen. Nach dem Abschluss mit Patent am Lehrerinnenseminar Aarau im Jahr 1883 – im Alter von nur 17 Jahren – bildete Blattner sich ein Jahr lang an der École Supérieure in Lausanne weiter. Daran schloss sich einen Winter lang ein Sprachaufenthalt in Florenz an. Nach der Rückkehr unterrichtete sie kurze Zeit an der Gesamtschule in Lauffohr, danach ab 1887 an der Gemeindeschule in Aarau. 1892 studierte sie im Wintersemester in Paris bei Gaston Paris und Paul Passy. 1893/94 liess sie sich an der Universität Zürich zur Fachlehrerin für Französisch und Englisch ausbilden. Daran schloss sich ein mehrjähriger Aufenthalt in England an.
Im Jahr 1896 wurde sie als Lehrerin für Französisch und Englisch am Lehrerinnenseminar Aarau angestellt. Dieses galt in den Zwischenkriegsjahren als eine der grössten Ausbildungsstätten für Lehrerinnen in der Schweiz. Eine Studienreise im Jahr 1906 durch Frankreich schlug sich in der im Jahr 1909 im Verlag Sauerländer veröffentlichten Schrift L’éducation des jeunes filles dans les écoles secondaires et normales en France nieder. In der Schrift zeigte sie sich als Verfechterin einer höheren Bildung für Mädchen.
Im Rahmen ihrer Tätigkeit war sie auch Mitglied im Neophilologenverband des Vereins schweizerischer Gymnasiallehrer. Besonders verbunden war sie in der Schule Elisabeth Flühmann, die Anna Blattner früh förderte. Ebenso wie sie engagierte Blattner sich in der Schweizer Frauenrechtsbewegung und gehörte dem Verband für Frauenfragen seit seiner Gründung an.
Nachdem sie bereits mehrere Jahre lang den Schulleiter Zimmerli vertreten hatte, wurde sie im November 1927 zur ersten Rektorin des Lehrerinnenseminars Aarau ernannt. Sie selbst betrachtete diese Position aufgrund gesundheitlicher Beschwerden nur als Übergangslösung, bis eine jüngere Leiterin gefunden sei. Die Tätigkeit übte sie bis zu ihrem Rücktritt und ihrer gesundheitsbedingten Entlassung aus dem Schuldienst im Dezember 1931 aus.

## Publikationen
- L’éducation des jeunes filles dans les écoles secondaires et normales en France. Sauerländer Verlag, Aarau 1909.